# Drottningtorgsbron

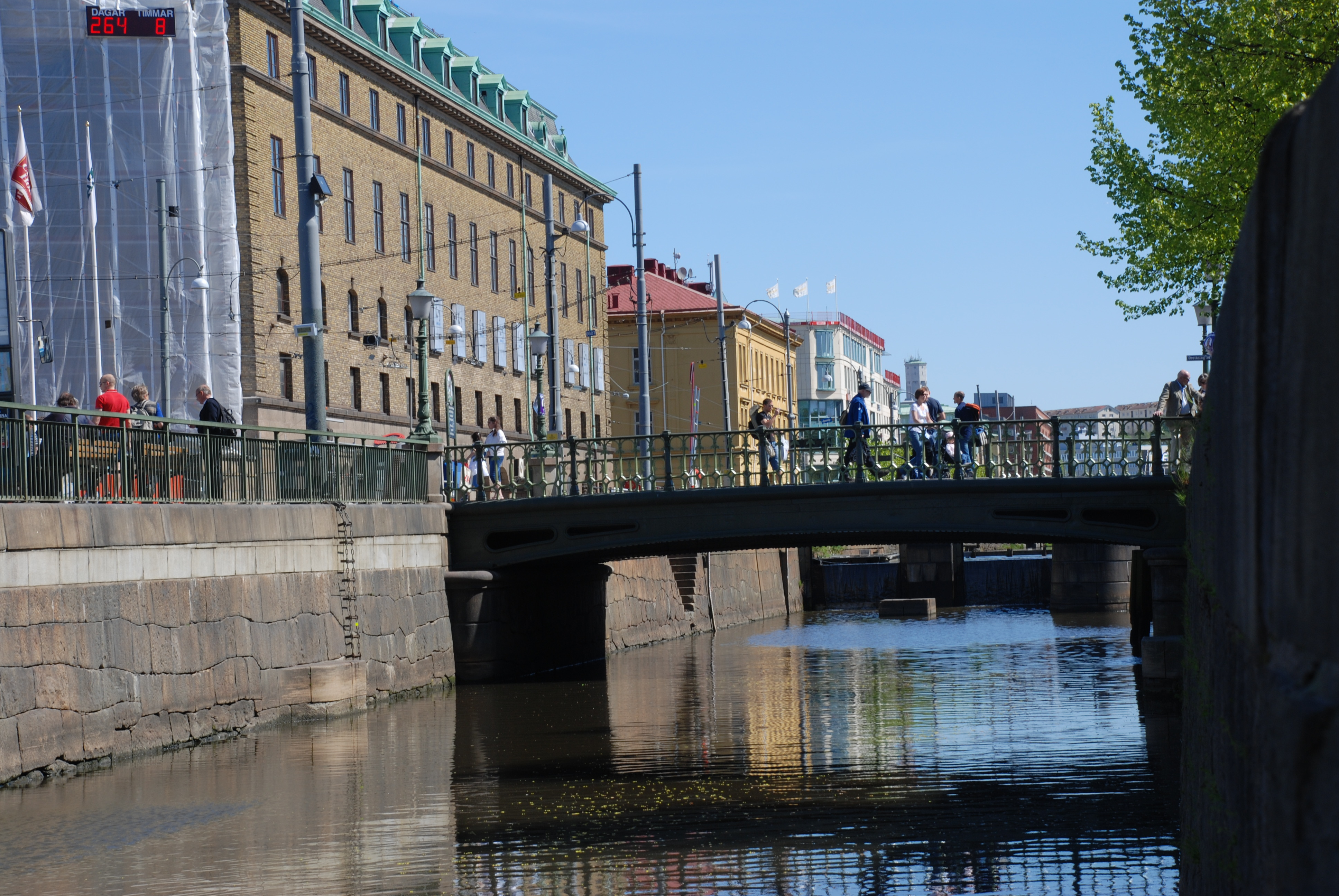
Drottningtorgsbron går över Stora Hamnkanalen.

Drottningtorgsbron är en gångbro över Stora Hamnkanalen, mellan Stora Nygatan och Drottningtorget, i Göteborg. Den är placerad mellan Kvarnbron och Slussbron.
Den första bron på denna plats var en välvd träbro uppförd 1861-1862 som ett provisorium i väntan på en eventuell framtida flyttning av slussen.   
Den nuvarande Drottningtorgsbron byggdes 1874. En skylt på bron anger felaktigt byggnadsåret 1873. Bron fick sitt namn 1883.
Uppgiften att bron tidigare skulle ha haft namnet Drottningportsbron saknar trovärdig källa.